# Movileni (Olt)
Pour les articles homonymes, voir Movileni.
Movileni est une commune du județ d'Olt en Roumanie.